# Escuela Superior de Veterinaria de Hannover
La Escuela Superior de Medicina Veterinaria Hanover (en alemán: Tierärztliche Hochschule Hannover) o TiHo fue fundada en 1778, siendo la escuela de Medicina Veterinaria más antigua de Alemania

## La Universidad
Fue fundada en 1778 bajo la regencia de George III, nombrada originalmente como Roß-Arzney-Schule.ˈ
En la actualidad es una de las cinco universidades para el estudio de Medicina Veterinaria en Alemania. Es a menudo referido a tan por su personal y alumnado.
Actualmente cuenta con aproximadamente 2400 alumnos, 2000 del cual estudia medicina veterinaria, y 50 biología. El personal tiene 1000 miembros, por ejemplo 63 profesores y 250 otros ayudantes científicos. El resto es mayoritariamente comprometido en las 5 clínicas y 13 institutos para más o menos cada campo de medicina veterinaria. Las clínicas tienen una media de 49,000 pacientes un año (hospitalized, outpatient y polyclinical cuidado), y naturalmente,  hay muchos aprendices en relacionó profesiones.
El escolar también mantiene un jardín botánico que especializa en plantas medicinales y venenosas, el Heil- und Giftpflanzengarten der Tierärztlichen Hochschule Hannover.